# Kemikalie

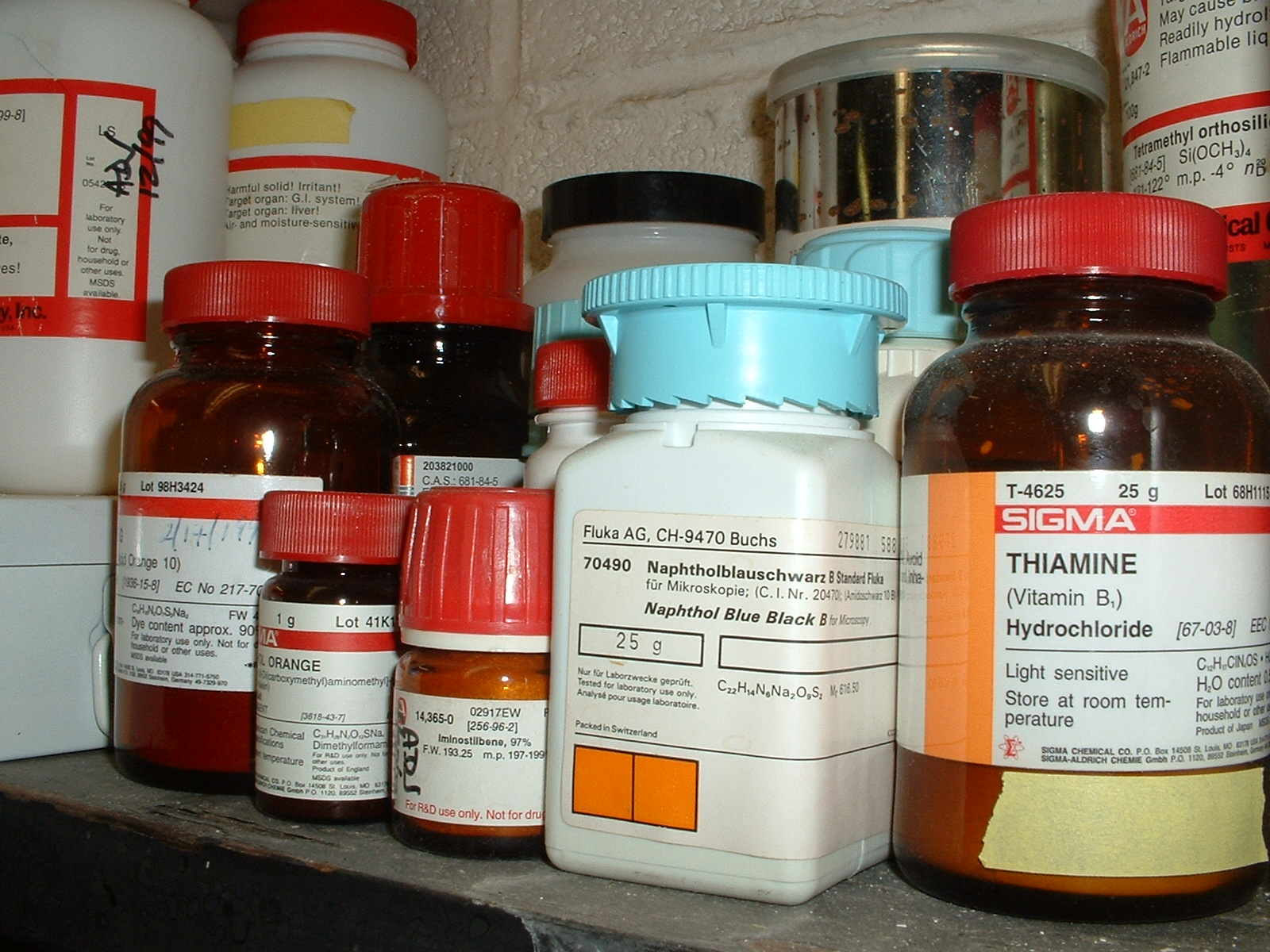
Burkar med kemikalier.

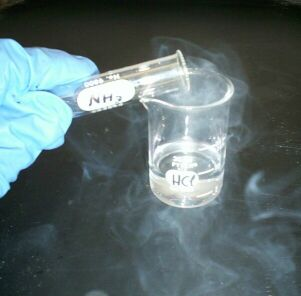
Reaktion mellan kemikalierna ammoniak och saltsyra.

En kemikalie är, enligt Svenska Kemisamfundets nomenklaturutskott 2001, ett makroskopiskt homogent grundämne eller kemisk förening då det appliceras i en industriell eller kommersiell process. Med "makroskopiskt homogent" menas att även blandningar kan räknas som kemikalier, om det inte uppenbart är två olika ämnen, där gränsdragningen görs från fall till fall. Då det är applikationen som avgör när ett kemiskt ämne övergår till att betraktas som en kemikalie, så är exempelvis ättika som används i ett privat hushåll till matlagning inte en kemikalie, medan om samma ättika används för rengöring mot betalning så är den det. Svenska akademins ordbok menar att en kemikalie måste framställas på "kemisk väg" medan Nationalencyklopedin att de framförallt framställs i laboratorier och industrier, distinktioner som inte görs av Svenska Kemisamfundet.
Eftersom kemikalier, och blandningar av kemikalier, går under många namn har flera försök gjorts för att skapa enhetliga definitioner för att säkrare kunna identifiera dem. En sådan klassificering är CAS-nummer, vilket är poster i amerikanska kemisamfundet, American Chemical Societys databas som utvecklats till internationell branschstandard.
Kemikalier behövs för att vi ska kunna leva det liv vi gör. De finns praktiskt taget i allting som omger oss i vardagen – möbler, kläder, mat, hygienprodukter, elektronik och bilar.
På cirka 50 år har kemikalieproduktionen i världen ökat från mindre än 10 miljoner ton till över 400 miljoner ton per år. Antalet kemiska ämnen som förekommer i samhället är mycket stort. Företagens rapportering till EU:s kemikaliemyndighet visar att över 100 000 kemiska ämnen används.